# UEFA Nations League 2024-2025
La UEFA Nations League 2024-2025 è la quarta edizione della competizione calcistica UEFA Nations League. È iniziata il 5 settembre 2024 e si concluderà il 31 marzo 2026. Ad aggiudicarsi l'edizione è stato il Portogallo, al secondo titolo nella manifestazione, che ha prevalso in finale sulla Spagna detentrice del torneo per 5-3 ai tiri di rigore, dopo il 2-2 dei tempi supplementari.

## Stagione

### Formula
Le 54 squadre nazionali UEFA (la Russia è esclusa a seguito dell'invasione russa dell'Ucraina del 2022) sono state divise in quattro leghe, con 16 squadre nelle leghe A, B e C e 6 squadre nella Lega D. Le squadre sono assegnate alle leghe in base alla classifica generale della UEFA Nations League 2022-2023.
Le leghe A, B e C sono composte da quattro gruppi comprendenti quattro squadre ciascuno, mentre la Lega D è strutturata in due gruppi di tre squadre ciascuno.
Nella Lega A, le squadre competono per diventare campioni della UEFA Nations League. I quattro vincitori e le quattro seconde classificate dei gruppi della Lega A avanzeranno a un nuovo turno che prevede i quarti di finale, che è stato disputato con partite di andata e ritorno a marzo 2025. I quattro vincitori si qualificano per la fase finale della UEFA Nations League che si gioca in un formato a eliminazione diretta, composto da semifinali, finale per il terzo posto e finale.
Le squadre competono anche per la promozione e la retrocessione in una lega superiore o inferiore. Nelle leghe B, C e D vengono promosse le vincitrici dei gironi, mentre retrocedono le ultime classificate di ogni girone nelle leghe A e B. Poiché la Lega C ha quattro gironi mentre la Lega D ne ha solo due, le due squadre della Lega C con il punteggio peggiore saranno automaticamente retrocesse (una modifica rispetto alle edizioni precedenti, che prevedevano gli spareggi retrocessione tra le squadre al quarto posto della Lega C).
Nell'ambito del cambio di formato, verranno introdotti anche gli spareggi promozione/retrocessione, con le terze classificate della Lega A che affronteranno le seconde classificate della Lega B e le terze classificate della Lega B che affronteranno le seconde classificate della Lega C. Le partite si son giocate in andata e ritorno nel marzo 2025 per le squadre delle leghe A e B, B e C, e nel marzo 2026 per le squadre delle leghe C e D, con le vincitrici che sono andate nella lega superiore e le sconfitte nella lega inferiore dell'edizione successiva.
In tutte le sfide di andata e ritorno, la squadra che segna più gol in totale è la vincitrice. Se il punteggio complessivo è pari, si giocano i tempi supplementari (la regola dei gol in trasferta non viene applicata). Se il punteggio rimane in parità dopo i tempi supplementari, vengono utilizzati i tiri di rigore per decidere il vincitore.
Questa edizione della competizione svolge un ruolo anche nelle qualificazioni al campionato mondiale 2026. Le quattro migliori vincitrici dei gironi di Nations League in base alla classifica generale che non si siano qualificate direttamente o abbiano raggiunto gli spareggi, si aggiungono alle 12 seconde classificate dei gironi di qualificazione, al turno di spareggio. Quest'ultimo prevede quattro squadre ammesse alla fase finale sulle 12 partecipanti, tramite un sistema di quattro gironi da quattro squadre basato su semifinali e finale secche.

## Programma
Di seguito è riportato il programma della UEFA Nations League 2024-2025.
| Fase                                                             | Turno           | Date                |
| ---------------------------------------------------------------- | --------------- | ------------------- |
| Fase a gironi                                                    | Giornata 1      | 5–7 settembre 2024  |
| Fase a gironi                                                    | Giornata 2      | 8–10 settembre 2024 |
| Fase a gironi                                                    | Giornata 3      | 10–12 ottobre 2024  |
| Fase a gironi                                                    | Giornata 4      | 13–15 ottobre 2024  |
| Fase a gironi                                                    | Giornata 5      | 14–16 novembre 2024 |
| Fase a gironi                                                    | Giornata 6      | 17–19 novembre 2024 |
| Quarti di finale Lega A e spareggi Lega A-Lega B e Lega B-Lega C | Andata          | 20 marzo 2025       |
| Quarti di finale Lega A e spareggi Lega A-Lega B e Lega B-Lega C | Ritorno         | 23 marzo 2025       |
| Fase finale                                                      | Semifinali      | 4–5 giugno 2025     |
| Fase finale                                                      | Finale 3º posto | 8 giugno 2025       |
| Fase finale                                                      | Finale          | 8 giugno 2025       |
| Spareggi Lega C-Lega D                                           | Andata          | 26 marzo 2026       |
| Spareggi Lega C-Lega D                                           | Ritorno         | 31 marzo 2026       |

## Leghe e squadre partecipanti
Lega A
     Lega B
     Lega C
     Lega D
     Esclusa

Divisione delle varie squadre nazionali nelle rispettive leghe.
Lega A
Lega B
Lega C
Lega D
Esclusa

Le 54 squadre nazionali della UEFA (ad eccezione della Russia esclusa a seguito dell'invasione russa dell'Ucraina del 2022) partecipano alla competizione. La suddivisione in leghe deriva dalla classifica finale dell'edizione precedente.
| Lega A (16 squadre) | Lega A (16 squadre)  | Lega A (16 squadre) | Lega A (16 squadre) |
| ------------------- | -------------------- | ------------------- | ------------------- |
| Spagna              | Croazia              | Italia              | Paesi Bassi         |
| Danimarca           | Portogallo           | Belgio              | Ungheria            |
| Svizzera            | Germania             | Polonia             | Francia             |
| Israele             | Bosnia ed Erzegovina | Serbia              | Scozia              |
| Lega B (16 squadre) |                      |                     |                     |
| Austria             | Rep. Ceca            | Inghilterra         | Galles              |
| Finlandia           | Ucraina              | Islanda             | Norvegia            |
| Slovenia            | Irlanda              | Albania             | Montenegro          |
| Georgia             | Grecia               | Turchia             | Kazakistan          |
| Lega C (16 squadre) |                      |                     |                     |
| Romania             | Svezia               | Armenia             | Lussemburgo         |
| Azerbaigian         | Kosovo               | Bulgaria            | Fær Øer             |
| Macedonia del Nord  | Slovacchia           | Irlanda del Nord    | Cipro               |
| Bielorussia         | Lituania             | Estonia             | Lettonia            |
| Lega D (6 squadre)  |                      |                     |                     |
| Gibilterra          | Moldavia             | Malta               | Andorra             |
| San Marino          | Liechtenstein        |                     |                     |

## Sorteggio dei gruppi
Il sorteggio dei gironi si è svolto l'8 febbraio 2024 a Parigi, in Francia. Il sorteggio originariamente doveva svolgersi a Madrid, in Spagna, ma venne spostato a causa dello scandalo Luis Rubiales.
| Fascia | Squadra              | Prec    | Rank |
| ------ | -------------------- | ------- | ---- |
| 1      | Spagna               | Oro     | 1    |
| 1      | Croazia              | Argento | 2    |
| 1      | Italia               | Bronzo  | 3    |
| 1      | Paesi Bassi          |         | 4    |
| 2      | Danimarca            |         | 5    |
| 2      | Portogallo           |         | 6    |
| 2      | Belgio               |         | 7    |
| 2      | Ungheria             |         | 8    |
| 3      | Svizzera             |         | 9    |
| 3      | Germania             |         | 10   |
| 3      | Polonia              |         | 11   |
| 3      | Francia              |         | 12   |
| 4      | Israele              |         | 13   |
| 4      | Bosnia ed Erzegovina |         | 14   |
| 4      | Serbia               |         | 15   |
| 4      | Scozia               |         | 16   |

| Fascia | Squadra     | Prec | Rank |
| ------ | ----------- | ---- | ---- |
| 1      | Austria     |      | 17   |
| 1      | Rep. Ceca   |      | 18   |
| 1      | Inghilterra |      | 19   |
| 1      | Galles      |      | 20   |
| 2      | Finlandia   |      | 21   |
| 2      | Ucraina     |      | 22   |
| 2      | Islanda     |      | 23   |
| 2      | Norvegia    |      | 24   |
| 3      | Slovenia    |      | 25   |
| 3      | Irlanda     |      | 26   |
| 3      | Albania     |      | 27   |
| 3      | Montenegro  |      | 28   |
| 4      | Georgia     |      | 29   |
| 4      | Grecia      |      | 30   |
| 4      | Turchia     |      | 31   |
| 4      | Kazakistan  |      | 32   |

| Fascia | Squadra            | Prec | Rank |
| ------ | ------------------ | ---- | ---- |
| 1      | Romania            |      | 33   |
| 1      | Svezia             |      | 34   |
| 1      | Armenia            |      | 35   |
| 1      | Lussemburgo        |      | 36   |
| 2      | Azerbaigian        |      | 37   |
| 2      | Kosovo             |      | 38   |
| 2      | Bulgaria           |      | 39   |
| 2      | Fær Øer            |      | 40   |
| 3      | Macedonia del Nord |      | 41   |
| 3      | Slovacchia         |      | 42   |
| 3      | Irlanda del Nord   |      | 43   |
| 3      | Cipro              |      | 44   |
| 4      | Bielorussia        |      | 45   |
| 4      | Lituania           |      | 46   |
| 4      | Estonia            |      | 47   |
| 4      | Lettonia           |      | 48   |

| Fascia | Squadra       | Prec | Rank |
| ------ | ------------- | ---- | ---- |
| 1      | Gibilterra    |      | 49   |
| 1      | Moldavia      |      | 50   |
| 2      | Malta         |      | 51   |
| 2      | Andorra       |      | 52   |
| 2      | San Marino    |      | 53   |
| 2      | Liechtenstein |      | 54   |

| Squadra |
| ------- |
| Russia  |

Legenda:
 Promossa al termine della UEFA Nations League 2022-2023.
 Retrocessa al termine della UEFA Nations League 2022-2023.

## Lega A

### Gruppo 1
| Pos. | Squadra    | Pt | G | V | N | P | GF | GS | DG |
| ---- | ---------- | -- | - | - | - | - | -- | -- | -- |
| 1    | Portogallo | 14 | 6 | 4 | 2 | 0 | 13 | 5  | +8 |
| 2    | Croazia    | 8  | 6 | 2 | 2 | 2 | 8  | 8  | 0  |
| 3    | Scozia     | 7  | 6 | 2 | 1 | 3 | 7  | 8  | -1 |
| 4    | Polonia    | 4  | 6 | 1 | 1 | 4 | 9  | 16 | -7 |

| Squadra    | Croazia (bandiera) | Portogallo (bandiera) | Polonia (bandiera) | Scozia (bandiera) |
| ---------- | ------------------ | --------------------- | ------------------ | ----------------- |
| Croazia    |                    | 1 - 1                 | 1 - 0              | 2 - 1             |
| Portogallo | 2 - 1              |                       | 5 - 1              | 2 - 1             |
| Polonia    | 3 - 3              | 1 - 3                 |                    | 1 - 2             |
| Scozia     | 1 - 0              | 0 - 0                 | 2 - 3              |                   |

### Gruppo 2
| Pos. | Squadra | Pt | G | V | N | P | GF | GS | DG |
| ---- | ------- | -- | - | - | - | - | -- | -- | -- |
| 1    | Francia | 13 | 6 | 4 | 1 | 1 | 12 | 6  | +6 |
| 2    | Italia  | 13 | 6 | 4 | 1 | 1 | 13 | 8  | +5 |
| 3    | Belgio  | 4  | 6 | 1 | 1 | 4 | 6  | 9  | -3 |
| 4    | Israele | 4  | 6 | 1 | 1 | 4 | 5  | 13 | -8 |

| Squadra | Italia (bandiera) | Belgio (bandiera) | Francia (bandiera) | Israele (bandiera) |
| ------- | ----------------- | ----------------- | ------------------ | ------------------ |
| Italia  |                   | 2 - 2             | 1 - 3              | 4 - 1              |
| Belgio  | 0 - 1             |                   | 1 - 2              | 3 - 1              |
| Francia | 1 - 3             | 2 - 0             |                    | 0 - 0              |
| Israele | 1 - 2             | 1 - 0             | 1 - 4              |                    |

### Gruppo 3
| Pos. | Squadra              | Pt | G | V | N | P | GF | GS | DG  |
| ---- | -------------------- | -- | - | - | - | - | -- | -- | --- |
| 1    | Germania             | 14 | 6 | 4 | 2 | 0 | 18 | 4  | +14 |
| 2    | Paesi Bassi          | 9  | 6 | 2 | 3 | 1 | 13 | 7  | +6  |
| 3    | Ungheria             | 6  | 6 | 1 | 3 | 2 | 4  | 11 | -7  |
| 4    | Bosnia ed Erzegovina | 2  | 6 | 0 | 2 | 4 | 4  | 17 | -13 |

| Squadra              | Paesi Bassi (bandiera) | Ungheria (bandiera) | Germania (bandiera) | Bosnia ed Erzegovina (bandiera) |
| -------------------- | ---------------------- | ------------------- | ------------------- | ------------------------------- |
| Paesi Bassi          |                        | 4 - 0               | 2 - 2               | 5 - 2                           |
| Ungheria             | 1 - 1                  |                     | 1 - 1               | 0 - 0                           |
| Germania             | 1 - 0                  | 5 - 0               |                     | 7 - 0                           |
| Bosnia ed Erzegovina | 1 - 1                  | 0 - 2               | 1 - 2               |                                 |

### Gruppo 4
| Pos. | Squadra   | Pt | G | V | N | P | GF | GS | DG |
| ---- | --------- | -- | - | - | - | - | -- | -- | -- |
| 1    | Spagna    | 16 | 6 | 5 | 1 | 0 | 13 | 4  | +9 |
| 2    | Danimarca | 8  | 6 | 2 | 2 | 2 | 7  | 5  | +2 |
| 3    | Serbia    | 6  | 6 | 1 | 3 | 2 | 3  | 6  | -3 |
| 4    | Svizzera  | 2  | 6 | 0 | 2 | 4 | 6  | 14 | -8 |

| Squadra   | Spagna (bandiera) | Danimarca (bandiera) | Svizzera (bandiera) | Serbia (bandiera) |
| --------- | ----------------- | -------------------- | ------------------- | ----------------- |
| Spagna    |                   | 1 - 0                | 3 - 2               | 3 - 0             |
| Danimarca | 1 - 2             |                      | 2 - 0               | 2 - 0             |
| Svizzera  | 1 - 4             | 2 - 2                |                     | 1 - 1             |
| Serbia    | 0 - 0             | 0 - 0                | 2 - 0               |                   |

Legenda:
      Qualificate ai quarti di finale.
      Qualificate agli spareggi Lega A-Lega B.
      Retrocesse in Lega B della UEFA Nations League 2026-2027.

### Fase a eliminazione diretta

#### Tabellone
|  | Quarti di finale | Quarti di finale | Quarti di finale | Quarti di finale | Quarti di finale |   |                  | Semifinali       | Semifinali | Semifinali |          |                 | Finale          | Finale          | Finale |  |
|  |                  |                  |                  |                  |                  |   |                  |                  |            |            |          |                 |                 |                 |        |  |
|  | Italia           | Italia           | 1                | 3                | 4                |   |                  |                  |            |            |          |                 |                 |                 |        |  |
|  | Italia           | Italia           | 1                | 3                | 4                |   |                  |                  |            |            |          |                 |                 |                 |        |  |
|  | Germania         | Germania         | 2                | 3                | 5                |   |                  |                  |            |            |          |                 |                 |                 |        |  |
|  | Germania         | Germania         | 2                | 3                | 5                |   | Germania         | Germania         | 1          |            |          |                 |                 |                 |        |  |
|  |                  |                  |                  |                  |                  |   | Germania         | Germania         | 1          |            |          |                 |                 |                 |        |  |
|  |                  |                  | Portogallo       | Portogallo       | 2                |   |                  |                  |            |            |          |                 |                 |                 |        |  |
|  | Danimarca        | Danimarca        | Portogallo       | Portogallo       | 2                | 1 | 2                | 3                |            |            |          |                 |                 |                 |        |  |
|  | Danimarca        | Danimarca        |                  |                  |                  |   |                  | 3                |            |            |          |                 |                 |                 |        |  |
|  | Portogallo (dts) | Portogallo (dts) | 0                | 5                | 5                |   |                  |                  |            |            |          |                 |                 |                 |        |  |
|  | Portogallo (dts) | Portogallo (dts) | 0                | 5                | 5                |   | Portogallo (dtr) | Portogallo (dtr) | 2 (5)      |            |          |                 |                 |                 |        |  |
|  |                  |                  |                  |                  |                  |   |                  |                  |            |            |          |                 |                 |                 |        |  |
|  |                  |                  | Spagna           | Spagna           | 2 (3)            |   |                  |                  |            |            |          |                 |                 |                 |        |  |
|  | Paesi Bassi      | Paesi Bassi      | Spagna           | Spagna           | 2 (3)            | 2 | 3                | 5 (4)            |            |            |          |                 |                 |                 |        |  |
|  | Paesi Bassi      | Paesi Bassi      |                  |                  |                  | 2 | 3                | 5 (4)            |            |            |          |                 |                 |                 |        |  |
|  | Spagna (dtr)     | Spagna (dtr)     | 2                | 3                | 5 (5)            |   |                  |                  |            |            |          |                 |                 |                 |        |  |
|  | Spagna (dtr)     | Spagna (dtr)     | 2                | 3                | 5 (5)            |   | Spagna           | Spagna           | 5          |            |          | Finale 3º posto | Finale 3º posto | Finale 3º posto |        |  |
|  |                  |                  |                  |                  |                  |   | Spagna           | Spagna           | 5          |            |          |                 |                 |                 |        |  |
|  |                  |                  | Francia          | Francia          | 4                |   |                  |                  |            |            |          |                 |                 |                 |        |  |
|  | Croazia          | Croazia          | Francia          | Francia          | 4                | 2 | 0                | 2 (4)            |            |            | Germania | Germania        | 0               |                 |        |  |
|  | Croazia          | Croazia          |                  |                  |                  |   |                  | 2 (4)            |            |            | Germania | Germania        | 0               |                 |        |  |
|  | Francia (dtr)    | Francia (dtr)    | 0                | 2                | 2 (5)            |   |                  | Francia          | Francia    | 2          |          |                 |                 |                 |        |  |

#### Quarti di finale
| Squadra 1   | Totale          | Squadra 2  | Andata | Ritorno     |
| ----------- | --------------- | ---------- | ------ | ----------- |
| Paesi Bassi | 5 - 5 (4-5 dtr) | Spagna     | 2 - 2  | 3 - 3 (dts) |
| Croazia     | 2 - 2 (4-5 dtr) | Francia    | 2 - 0  | 0 - 2 (dts) |
| Danimarca   | 3 - 5           | Portogallo | 1 - 0  | 2 - 5 (dts) |
| Italia      | 4 - 5           | Germania   | 1 - 2  | 3 - 3       |

#### Fase finale

##### Semifinali
| Arbitro: | Slavko Vinčić |

|           |           |                           |
| Wirtz 48’ | Marcatori | 63’ Conceição 68’ Ronaldo |

| Arbitro: | Michael Oliver |

|                                                         |           |                                                                 |
| Williams 22’ Merino 25’ Yamal 54’ (rig.), 67’ Pedri 55’ | Marcatori | 59’ (rig.) Mbappé 79’ Cherki 84’ (aut.) Vivian 90+3’ Kolo Muani |

##### Finale 3º posto
| Arbitro: | Ivan Kružliak |

|  |           |                      |
|  | Marcatori | 45’ Mbappé 84’ Olise |

##### Finale
| Arbitro: | Sandro Schärer |

|                                         |                      |                             |
| Mendes 26’ Ronaldo 61’                  | Marcatori            | 21’ Zubimendi 45’ Oyarzabal |
| Ramos Vitinha Fernandes Mendes R. Neves | Tiri di rigore 5 – 3 | Merino Baena Isco Morata    |

## Lega B

### Gruppo 1
| Pos. | Squadra   | Pt | G | V | N | P | GF | GS | DG |
| ---- | --------- | -- | - | - | - | - | -- | -- | -- |
| 1    | Rep. Ceca | 11 | 6 | 3 | 2 | 1 | 9  | 8  | +1 |
| 2    | Ucraina   | 8  | 6 | 2 | 2 | 2 | 8  | 8  | 0  |
| 3    | Georgia   | 7  | 6 | 2 | 1 | 3 | 7  | 6  | +1 |
| 4    | Albania   | 7  | 6 | 2 | 1 | 3 | 4  | 6  | -2 |

| Squadra   | Rep. Ceca (bandiera) | Ucraina (bandiera) | Albania (bandiera) | Georgia (bandiera) |
| --------- | -------------------- | ------------------ | ------------------ | ------------------ |
| Rep. Ceca |                      | 3 - 2              | 2 - 0              | 2 - 1              |
| Ucraina   | 1 - 1                |                    | 1 - 2              | 1 - 0              |
| Albania   | 0 - 0                | 1 - 2              |                    | 0 - 1              |
| Georgia   | 4 - 1                | 1 - 1              | 0 - 1              |                    |

### Gruppo 2
| Pos. | Squadra     | Pt | G | V | N | P | GF | GS | DG  |
| ---- | ----------- | -- | - | - | - | - | -- | -- | --- |
| 1    | Inghilterra | 15 | 6 | 5 | 0 | 1 | 16 | 3  | +13 |
| 2    | Grecia      | 15 | 6 | 5 | 0 | 1 | 11 | 4  | +7  |
| 3    | Irlanda     | 6  | 6 | 2 | 0 | 4 | 3  | 12 | -9  |
| 4    | Finlandia   | 0  | 6 | 0 | 0 | 6 | 2  | 13 | -11 |

| Squadra     | Inghilterra (bandiera) | Finlandia (bandiera) | Irlanda (bandiera) | Grecia (bandiera) |
| ----------- | ---------------------- | -------------------- | ------------------ | ----------------- |
| Inghilterra |                        | 2 - 0                | 5 - 0              | 1 - 2             |
| Finlandia   | 1 - 3                  |                      | 1 - 2              | 0 - 2             |
| Irlanda     | 0 - 2                  | 1 - 0                |                    | 0 - 2             |
| Grecia      | 0 - 3                  | 3 - 0                | 2 - 0              |                   |

### Gruppo 3
| Pos. | Squadra    | Pt | G | V | N | P | GF | GS | DG  |
| ---- | ---------- | -- | - | - | - | - | -- | -- | --- |
| 1    | Norvegia   | 13 | 6 | 4 | 1 | 1 | 15 | 7  | +8  |
| 2    | Austria    | 11 | 6 | 3 | 2 | 1 | 14 | 5  | +9  |
| 3    | Slovenia   | 8  | 6 | 2 | 2 | 2 | 7  | 9  | -2  |
| 4    | Kazakistan | 1  | 6 | 0 | 1 | 5 | 0  | 15 | -15 |

| Squadra    | Austria (bandiera) | Norvegia (bandiera) | Slovenia (bandiera) | Kazakistan (bandiera) |
| ---------- | ------------------ | ------------------- | ------------------- | --------------------- |
| Austria    |                    | 5 - 1               | 1 - 1               | 4 - 0                 |
| Norvegia   | 2 - 1              |                     | 3 - 0               | 5 - 0                 |
| Slovenia   | 1 - 1              | 1 - 4               |                     | 3 - 0                 |
| Kazakistan | 0 - 2              | 0 - 0               | 0 - 1               |                       |

### Gruppo 4
| Pos. | Squadra    | Pt | G | V | N | P | GF | GS | DG |
| ---- | ---------- | -- | - | - | - | - | -- | -- | -- |
| 1    | Galles     | 12 | 6 | 3 | 3 | 0 | 9  | 4  | +5 |
| 2    | Turchia    | 11 | 6 | 3 | 2 | 1 | 9  | 6  | +3 |
| 3    | Islanda    | 7  | 6 | 2 | 1 | 3 | 10 | 13 | -3 |
| 4    | Montenegro | 3  | 6 | 1 | 0 | 5 | 4  | 9  | -5 |

| Squadra    | Galles (bandiera) | Islanda (bandiera) | Montenegro (bandiera) | Turchia (bandiera) |
| ---------- | ----------------- | ------------------ | --------------------- | ------------------ |
| Galles     |                   | 4 - 1              | 1 - 0                 | 0 - 0              |
| Islanda    | 2 - 2             |                    | 2 - 0                 | 2 - 4              |
| Montenegro | 1 - 2             | 0 - 2              |                       | 3 - 1              |
| Turchia    | 0 - 0             | 3 - 1              | 1 - 0                 |                    |

Legenda:
      Promosse in Lega A della UEFA Nations League 2026-2027.
      Qualificate agli spareggi Lega A-Lega B.
      Qualificate agli spareggi Lega B-Lega C.
      Retrocesse in Lega C della UEFA Nations League 2026-2027.

## Lega C

### Gruppo 1
| Pos. | Squadra     | Pt | G | V | N | P | GF | GS | DG  |
| ---- | ----------- | -- | - | - | - | - | -- | -- | --- |
| 1    | Svezia      | 16 | 6 | 5 | 1 | 0 | 19 | 4  | +15 |
| 2    | Slovacchia  | 13 | 6 | 4 | 1 | 1 | 10 | 5  | +5  |
| 3    | Estonia     | 4  | 6 | 1 | 1 | 4 | 3  | 9  | -6  |
| 4    | Azerbaigian | 1  | 6 | 0 | 1 | 5 | 3  | 17 | -14 |

| Squadra     | Svezia (bandiera) | Azerbaigian (bandiera) | Slovacchia (bandiera) | Estonia (bandiera) |
| ----------- | ----------------- | ---------------------- | --------------------- | ------------------ |
| Svezia      |                   | 6 - 0                  | 2 - 1                 | 3 - 0              |
| Azerbaigian | 1 - 3             |                        | 1 - 3                 | 0 - 0              |
| Slovacchia  | 2 - 2             | 2 - 0                  |                       | 1 - 0              |
| Estonia     | 0 - 3             | 3 - 1                  | 0 - 1                 |                    |

### Gruppo 2
| Pos. | Squadra  | Pt | G | V | N | P | GF | GS | DG  |
| ---- | -------- | -- | - | - | - | - | -- | -- | --- |
| 1    | Romania  | 18 | 6 | 6 | 0 | 0 | 18 | 3  | +15 |
| 2    | Kosovo   | 12 | 6 | 4 | 0 | 2 | 10 | 7  | +3  |
| 3    | Cipro    | 6  | 6 | 2 | 0 | 4 | 4  | 15 | -11 |
| 4    | Lituania | 0  | 6 | 0 | 0 | 6 | 4  | 11 | -7  |

| Squadra  | Romania (bandiera) | Kosovo (bandiera) | Cipro (bandiera) | Lituania (bandiera) |
| -------- | ------------------ | ----------------- | ---------------- | ------------------- |
| Romania  |                    | 3 - 0             | 4 - 1            | 3 - 1               |
| Kosovo   | 0 - 3              |                   | 3 - 0            | 1 - 0               |
| Cipro    | 0 - 3              | 0 - 4             |                  | 2 - 1               |
| Lituania | 1 - 2              | 1 - 2             | 0 - 1            |                     |

### Gruppo 3
| Pos. | Squadra          | Pt | G | V | N | P | GF | GS | DG |
| ---- | ---------------- | -- | - | - | - | - | -- | -- | -- |
| 1    | Irlanda del Nord | 11 | 6 | 3 | 2 | 1 | 11 | 3  | +8 |
| 2    | Bulgaria         | 9  | 6 | 2 | 3 | 1 | 3  | 6  | -3 |
| 3    | Bielorussia      | 7  | 6 | 1 | 4 | 1 | 3  | 4  | -1 |
| 4    | Lussemburgo      | 3  | 6 | 0 | 3 | 3 | 3  | 7  | -4 |

| Squadra          | Lussemburgo (bandiera) | Bulgaria (bandiera) | Irlanda del Nord (bandiera) | Bielorussia (bandiera) |
| ---------------- | ---------------------- | ------------------- | --------------------------- | ---------------------- |
| Lussemburgo      |                        | 0 - 1               | 2 - 2                       | 0 - 1                  |
| Bulgaria         | 0 - 0                  |                     | 1 - 0                       | 1 - 1                  |
| Irlanda del Nord | 2 - 0                  | 5 - 0               |                             | 2 - 0                  |
| Bielorussia      | 1 - 1                  | 0 - 0               | 0 - 0                       |                        |

### Gruppo 4
| Pos. | Squadra            | Pt | G | V | N | P | GF | GS | DG |
| ---- | ------------------ | -- | - | - | - | - | -- | -- | -- |
| 1    | Macedonia del Nord | 16 | 6 | 5 | 1 | 0 | 10 | 1  | +9 |
| 2    | Armenia            | 7  | 6 | 2 | 1 | 3 | 8  | 9  | -1 |
| 3    | Fær Øer            | 6  | 6 | 1 | 3 | 2 | 5  | 6  | -1 |
| 4    | Lettonia           | 4  | 6 | 1 | 1 | 4 | 4  | 11 | -7 |

| Squadra            | Armenia (bandiera) | Fær Øer (bandiera) | Macedonia del Nord (bandiera) | Lettonia (bandiera) |
| ------------------ | ------------------ | ------------------ | ----------------------------- | ------------------- |
| Armenia            |                    | 0 - 1              | 0 - 2                         | 4 - 1               |
| Fær Øer            | 2 - 2              |                    | 1 - 1                         | 1 - 1               |
| Macedonia del Nord | 2 - 0              | 1 - 0              |                               | 1 - 0               |
| Lettonia           | 1 - 2              | 1 - 0              | 0 - 3                         |                     |

Legenda:
      Promosse in Lega B della UEFA Nations League 2026-2027.
      Qualificate agli spareggi Lega B-Lega C.
      Qualificate agli spareggi Lega C-Lega D.
      Retrocesse in Lega D della UEFA Nations League 2026-2027.

### Raffronto tra le quarte classificate
Retrocedono in Lega D le due squadre peggiori classificate delle quattro arrivate ultime nei gironi della Lega C.
| Pos | Gr | Squadra     | Pt | G | V | N | P | GF | GS | DG  |
| --- | -- | ----------- | -- | - | - | - | - | -- | -- | --- |
| 1   | C4 | Lettonia    | 4  | 6 | 1 | 1 | 4 | 4  | 11 | -7  |
| 2   | C3 | Lussemburgo | 3  | 6 | 0 | 3 | 3 | 3  | 7  | -4  |
| 3   | C1 | Azerbaigian | 1  | 6 | 0 | 1 | 5 | 3  | 17 | -14 |
| 4   | C2 | Lituania    | 0  | 6 | 0 | 0 | 6 | 4  | 11 | -7  |

## Lega D

### Gruppo 1
| Pos. | Squadra       | Pt | G | V | N | P | GF | GS | DG |
| ---- | ------------- | -- | - | - | - | - | -- | -- | -- |
| 1    | San Marino    | 7  | 4 | 2 | 1 | 1 | 5  | 3  | +2 |
| 2    | Gibilterra    | 6  | 4 | 1 | 3 | 0 | 4  | 3  | +1 |
| 3    | Liechtenstein | 2  | 4 | 0 | 2 | 2 | 3  | 6  | -3 |

| Squadra       | Gibilterra (bandiera) | San Marino (bandiera) | Liechtenstein (bandiera) |
| ------------- | --------------------- | --------------------- | ------------------------ |
| Gibilterra    |                       | 1 - 0                 | 2 - 2                    |
| San Marino    | 1 - 1                 |                       | 1 - 0                    |
| Liechtenstein | 0 - 0                 | 1 - 3                 |                          |

### Gruppo 2
| Pos. | Squadra  | Pt | G | V | N | P | GF | GS | DG |
| ---- | -------- | -- | - | - | - | - | -- | -- | -- |
| 1    | Moldavia | 9  | 4 | 3 | 0 | 1 | 5  | 1  | +4 |
| 2    | Malta    | 7  | 4 | 2 | 1 | 1 | 2  | 2  | 0  |
| 3    | Andorra  | 1  | 4 | 0 | 1 | 3 | 0  | 4  | -4 |

| Squadra  | Moldavia (bandiera) | Malta (bandiera) | Andorra (bandiera) |
| -------- | ------------------- | ---------------- | ------------------ |
| Moldavia |                     | 2 - 0            | 2 - 0              |
| Malta    | 1 - 0               |                  | 0 - 0              |
| Andorra  | 0 - 1               | 0 - 1            |                    |

Legenda:
      Promosse in Lega C della UEFA Nations League 2026-2027.
      Qualificate agli spareggi Lega C-Lega D.

## Spareggi

### Spareggi Lega A-Lega B
| Squadra 1 | Totale | Squadra 2 | Andata | Ritorno |
| --------- | ------ | --------- | ------ | ------- |
| Turchia   | 6 - 1  | Ungheria  | 3 - 1  | 3 - 0   |
| Ucraina   | 3 - 4  | Belgio    | 3 - 1  | 0 - 3   |
| Austria   | 1 - 3  | Serbia    | 1 - 1  | 0 - 2   |
| Grecia    | 3 - 1  | Scozia    | 0 - 1  | 3 - 0   |

### Spareggi Lega B-Lega C
| Squadra 1  | Totale | Squadra 2 | Andata | Ritorno     |
| ---------- | ------ | --------- | ------ | ----------- |
| Kosovo     | 5 - 2  | Islanda   | 2 - 1  | 3 - 1       |
| Bulgaria   | 2 - 4  | Irlanda   | 1 - 2  | 1 - 2       |
| Armenia    | 1 - 9  | Georgia   | 0 - 3  | 1 - 6       |
| Slovacchia | 0 - 1  | Slovenia  | 0 - 0  | 0 - 1 (dts) |

### Spareggi Lega C-Lega D
| Squadra 1  | Totale | Squadra 2   | Andata | Ritorno |
| ---------- | ------ | ----------- | ------ | ------- |
| Gibilterra | -      | Lettonia    | -      | -       |
| Malta      | -      | Lussemburgo | -      | -       |

## Classifica finale
A novembre 2024 la UEFA ha pubblicato una classifica provvisoria, basata solo sui risultati della prima fase del torneo. Questa graduatoria è stata usata per suddividere le nazionali nelle cinque fasce per i sorteggi dei gironi di qualificazione al campionato mondiale di calcio 2026.

### Lega A
|         | Pos. | Squadra              | Pos. gruppo | Pt | G | V | N | P | GF | GS | DR  |
| ------- | ---- | -------------------- | ----------- | -- | - | - | - | - | -- | -- | --- |
| Oro     | 1.   | Portogallo           | 1-A1        | 14 | 6 | 4 | 2 | 0 | 13 | 5  | +8  |
| Argento | 2.   | Spagna               | 1-A4        | 16 | 6 | 5 | 1 | 0 | 13 | 4  | +9  |
| Bronzo  | 3.   | Francia              | 1-A2        | 13 | 6 | 4 | 1 | 1 | 12 | 6  | +6  |
|         | 4.   | Germania             | 1-A3        | 14 | 6 | 4 | 2 | 0 | 18 | 4  | +14 |
|         | 5.   | Italia               | 2-A2        | 13 | 6 | 4 | 1 | 1 | 13 | 8  | +5  |
|         | 6.   | Paesi Bassi          | 2-A3        | 9  | 6 | 2 | 3 | 1 | 13 | 7  | +6  |
|         | 7.   | Danimarca            | 2-A4        | 8  | 6 | 2 | 2 | 2 | 7  | 5  | +2  |
|         | 8.   | Croazia              | 2-A1        | 8  | 6 | 2 | 2 | 2 | 8  | 8  | 0   |
|         | 9.   | Scozia               | 3-A1        | 7  | 6 | 2 | 1 | 3 | 7  | 8  | -1  |
|         | 10.  | Serbia               | 3-A4        | 6  | 6 | 1 | 3 | 2 | 3  | 6  | -3  |
|         | 11.  | Ungheria             | 3-A3        | 6  | 6 | 1 | 3 | 2 | 4  | 11 | -7  |
|         | 12.  | Belgio               | 3-A2        | 4  | 6 | 1 | 1 | 4 | 6  | 9  | -3  |
|         | 13.  | Polonia              | 4-A1        | 4  | 6 | 1 | 1 | 4 | 9  | 16 | -7  |
|         | 14.  | Israele              | 4-A2        | 4  | 6 | 1 | 1 | 4 | 5  | 13 | -8  |
|         | 15.  | Svizzera             | 4-A4        | 2  | 6 | 0 | 2 | 4 | 6  | 14 | -8  |
|         | 16.  | Bosnia ed Erzegovina | 4-A3        | 2  | 6 | 0 | 2 | 4 | 4  | 17 | -13 |

Legenda:
      Ammesse ai quarti di finale.
  Ammesse agli spareggi Lega A-Lega B.
      Retrocesse in Lega B.

### Lega B
|  | Pos. | Squadra     | Pos. gruppo | Pt | G | V | N | P | GF | GS | DR  |
|  | ---- | ----------- | ----------- | -- | - | - | - | - | -- | -- | --- |
|  | 17.  | Inghilterra | 1-B2        | 15 | 6 | 5 | 0 | 1 | 16 | 3  | +13 |
|  | 18.  | Norvegia    | 1-B3        | 13 | 6 | 4 | 1 | 1 | 15 | 7  | +8  |
|  | 19.  | Galles      | 1-B4        | 12 | 6 | 3 | 3 | 0 | 9  | 4  | +5  |
|  | 20.  | Rep. Ceca   | 1-B1        | 11 | 6 | 3 | 2 | 1 | 9  | 8  | +1  |
|  | 21.  | Grecia      | 2-B2        | 15 | 6 | 5 | 0 | 1 | 11 | 4  | +7  |
|  | 22.  | Austria     | 2-B3        | 11 | 6 | 3 | 2 | 1 | 14 | 5  | +9  |
|  | 23.  | Turchia     | 2-B4        | 11 | 6 | 3 | 2 | 1 | 9  | 6  | +3  |
|  | 24.  | Ucraina     | 2-B1        | 8  | 6 | 2 | 2 | 2 | 8  | 8  | 0   |
|  | 25.  | Slovenia    | 3-B3        | 8  | 6 | 2 | 2 | 2 | 7  | 9  | -2  |
|  | 26.  | Georgia     | 3-B1        | 7  | 6 | 2 | 1 | 3 | 7  | 6  | +1  |
|  | 27.  | Islanda     | 3-B4        | 7  | 6 | 2 | 1 | 3 | 10 | 13 | -3  |
|  | 28.  | Irlanda     | 3-B2        | 6  | 6 | 2 | 0 | 4 | 3  | 12 | -9  |
|  | 29.  | Albania     | 4-B1        | 7  | 6 | 2 | 1 | 3 | 4  | 6  | -2  |
|  | 30.  | Montenegro  | 4-B4        | 3  | 6 | 1 | 0 | 5 | 4  | 9  | -5  |
|  | 31.  | Kazakistan  | 4-B3        | 1  | 6 | 0 | 1 | 5 | 0  | 15 | -15 |
|  | 32.  | Finlandia   | 4-B2        | 0  | 6 | 0 | 0 | 6 | 2  | 13 | -11 |

Legenda:
      Promosse in Lega A.
  Ammesse agli spareggi Lega A-Lega B.
  Ammesse agli spareggi Lega B-Lega C.
      Retrocesse in Lega C.

### Lega C
|  | Pos. | Squadra            | Pos. gruppo | Pt | G | V | N | P | GF | GS | DR  |
|  | ---- | ------------------ | ----------- | -- | - | - | - | - | -- | -- | --- |
|  | 33.  | Romania            | 1-C2        | 18 | 6 | 6 | 0 | 0 | 18 | 3  | +15 |
|  | 34.  | Svezia             | 1-C1        | 16 | 6 | 5 | 1 | 0 | 19 | 4  | +15 |
|  | 35.  | Macedonia del Nord | 1-C4        | 16 | 6 | 5 | 1 | 0 | 10 | 1  | +9  |
|  | 36.  | Irlanda del Nord   | 1-C3        | 11 | 6 | 3 | 2 | 1 | 11 | 3  | +8  |
|  | 37.  | Slovacchia         | 2-C1        | 13 | 6 | 4 | 1 | 1 | 10 | 5  | +5  |
|  | 38.  | Kosovo             | 2-C2        | 12 | 6 | 4 | 0 | 2 | 10 | 7  | +3  |
|  | 39.  | Bulgaria           | 2-C3        | 9  | 6 | 2 | 3 | 1 | 3  | 6  | -3  |
|  | 40.  | Armenia            | 2-C4        | 7  | 6 | 2 | 1 | 3 | 8  | 9  | -1  |
|  | 41.  | Bielorussia        | 3-C3        | 7  | 6 | 1 | 4 | 1 | 3  | 4  | -1  |
|  | 42.  | Fær Øer            | 3-C4        | 6  | 6 | 1 | 3 | 2 | 5  | 6  | -1  |
|  | 43.  | Cipro              | 3-C2        | 6  | 6 | 2 | 0 | 4 | 4  | 15 | -11 |
|  | 44.  | Estonia            | 3-C1        | 4  | 6 | 1 | 1 | 4 | 3  | 9  | -6  |
|  | 45.  | Lettonia           | 4-C4        | 4  | 6 | 1 | 1 | 4 | 4  | 11 | -7  |
|  | 46.  | Lussemburgo        | 4-C3        | 3  | 6 | 0 | 3 | 3 | 3  | 7  | -4  |
|  | 47.  | Azerbaigian        | 4-C1        | 1  | 6 | 0 | 1 | 5 | 3  | 17 | -14 |
|  | 48.  | Lituania           | 4-C2        | 0  | 6 | 0 | 0 | 6 | 4  | 11 | -7  |

Legenda:
      Promosse in Lega B.
  Ammesse agli spareggi Lega B-Lega C.
  Ammesse agli spareggi Lega C-Lega D.
      Retrocesse in Lega D.

### Lega D
|  | Pos. | Squadra       | Pos. gruppo | Pt | G | V | N | P | GF | GS | DR |
|  | ---- | ------------- | ----------- | -- | - | - | - | - | -- | -- | -- |
|  | 49.  | Moldavia      | 1-D2        | 9  | 4 | 3 | 0 | 1 | 5  | 1  | +4 |
|  | 50.  | San Marino    | 1-D1        | 7  | 4 | 2 | 1 | 1 | 5  | 3  | +2 |
|  | 51.  | Malta         | 2-D2        | 7  | 4 | 2 | 1 | 1 | 2  | 2  | 0  |
|  | 52.  | Gibilterra    | 2-D1        | 6  | 4 | 1 | 3 | 0 | 4  | 3  | +1 |
|  | 53.  | Liechtenstein | 3-D1        | 2  | 4 | 0 | 2 | 2 | 3  | 6  | -3 |
|  | 54.  | Andorra       | 3-D2        | 1  | 4 | 0 | 1 | 3 | 0  | 4  | -4 |

Legenda:
      Promosse in Lega C.
  Ammesse agli spareggi Lega C-Lega D.

## La squadra vincitrice
I 26 convocati dal Portogallo per la fase finale.
| Portogallo                            | Portogallo          | Portogallo          |
| Numero                                | Giocatore           | Squadra 2024-2025   |
| Portieri                              | Portieri            | Portieri            |
| ------------------------------------- | ------------------- | ------------------- |
| 1                                     | Diogo Costa         | Porto               |
| 12                                    | José Sá             | Wolverhampton       |
| 22                                    | Rui Silva           | Sporting Lisbona    |
| Difensori                             |                     |                     |
| 2                                     | Nélson Semedo       | Wolverhampton       |
| 3                                     | Rúben Dias          | Manchester City     |
| 4                                     | António Silva       | Benfica             |
| 5                                     | Diogo Dalot         | Manchester Utd      |
| 13                                    | Renato Veiga        | Juventus            |
| 14                                    | Gonçalo Inácio      | Sporting Lisbona    |
| 25                                    | Nuno Mendes         | Paris Saint-Germain |
| Centrocampisti                        |                     |                     |
| 6                                     | João Palhinha       | Bayern Monaco       |
| 8                                     | Bruno Fernandes     | Manchester Utd      |
| 10                                    | Bernardo Silva      | Manchester City     |
| 15                                    | João Neves          | Paris Saint-Germain |
| 18                                    | Rúben Neves         | Al-Hilal            |
| 19                                    | Pedro Gonçalves     | Sporting Lisbona    |
| 23                                    | Vitinha             | Paris Saint-Germain |
| 24                                    | Rodrigo Mora        | Porto               |
| Attaccanti                            |                     |                     |
| 7                                     | Cristiano Ronaldo   | Al-Nassr            |
| 9                                     | Gonçalo Ramos       | Paris Saint-Germain |
| 11                                    | João Félix          | Milan               |
| 16                                    | Francisco Trincão   | Sporting Lisbona    |
| 17                                    | Rafael Leão         | Milan               |
| 20                                    | Pedro Neto          | Chelsea             |
| 21                                    | Diogo Jota          | Liverpool           |
| 26                                    | Francisco Conceição | Juventus            |
| Commissario tecnico: Roberto Martínez |                     |                     |

## Classifica marcatori
Aggiornata all'8 giugno 2025.
| Reti | Giocatore           |
| ---- | ------------------- |
| 8    | Cristiano Ronaldo   |
| 4    | Randal Kolo Muani   |
| 4    | Tim Kleindienst     |
| 4    | Florian Wirtz       |
| 4    | Mikel Oyarzabal     |
| 3    | Jamal Musiala       |
| 3    | Deniz Undav         |
| 3    | Dominik Szoboszlai  |
| 3    | Davide Frattesi     |
| 3    | Moise Kean          |
| 3    | Denzel Dumfries     |
| 3    | Cody Gakpo          |
| 3    | Tijjani Reijnders   |
| 3    | Lamine Yamal        |
| 3    | Zeki Amdouni        |
| 2    | Kevin De Bruyne     |
| 2    | Ermedin Demirović   |
| 2    | Edin Džeko          |
| 2    | Christian Eriksen   |
| 2    | Gustav Isaksen      |
| 2    | Bradley Barcola     |
| 2    | Ousmane Dembélé     |
| 2    | Kylian Mbappé       |
| 2    | Michael Olise       |
| 2    | Adrien Rabiot       |
| 2    | Kai Havertz         |
| 2    | Joshua Kimmich      |
| 2    | Mohammad Abu Fani   |
| 2    | Andrea Cambiaso     |
| 2    | Giovanni Di Lorenzo |
| 2    | Giacomo Raspadori   |
| 2    | Mateo Retegui       |
| 2    | Sandro Tonali       |
| 2    | Xavi Simons         |
| 2    | Wout Weghorst       |
| 2    | Sebastian Szymański |
| 2    | Nicola Zalewski     |
| 2    | Piotr Zieliński     |
| 2    | Bruno Fernandes     |
| 2    | Francisco Trincão   |
| 2    | John McGinn         |
| 2    | Scott McTominay     |
| 2    | Mikel Merino        |
| 2    | Fabián Ruiz         |
| 2    | Nico Williams       |
| 2    | Martín Zubimendi    |
| 1    | 67 giocatori        |

| Reti | Giocatore             |
| ---- | --------------------- |
| 7    | Erling Haaland        |
| 5    | Benjamin Šeško        |
| 4    | Kerem Aktürkoğlu      |
| 4    | Harry Wilson          |
| 3    | Pavel Šulc            |
| 3    | Harry Kane            |
| 3    | Georges Mikautadze    |
| 3    | Fōtīs Iōannidīs       |
| 3    | Orri Óskarsson        |
| 3    | Nikola Krstović       |
| 3    | Antonio Nusa          |
| 3    | Alexander Sørloth     |
| 2    | Marko Arnautović      |
| 2    | Christoph Baumgartner |
| 2    | Michael Gregoritsch   |
| 2    | Philipp Lienhart      |
| 2    | Marcel Sabitzer       |
| 2    | Tomáš Chorý           |
| 2    | Jack Grealish         |
| 2    | Declan Rice           |
| 2    | Giorgi Kochorashvili  |
| 2    | Anastasios Mpakasetas |
| 2    | Vaggelīs Paulidīs     |
| 2    | Chrīstos Tzolīs       |
| 2    | Andri Guðjohnsen      |
| 2    | İrfan Kahveci         |
| 2    | Liam Cullen           |
| 2    | Brennan Johnson       |
| 1    | 48 giocatori          |

| Reti | Giocatore          |
| ---- | ------------------ |
| 9    | Viktor Gyökeres    |
| 6    | Răzvan Marin       |
| 4    | Isaac Price        |
| 4    | Dávid Strelec      |
| 4    | Alexander Isak     |
| 3    | Bojan Miovski      |
| 2    | Ėduard Spercjan    |
| 2    | Lucas Zelarayán    |
| 2    | Toral Bayramov     |
| 2    | Iōannīs Pittas     |
| 2    | Viljormur Davidsen |
| 2    | Ermal Krasniqi     |
| 2    | Vedat Muriqi       |
| 2    | Armandas Kučys     |
| 2    | Gerson Rodrigues   |
| 2    | Enis Bardi         |
| 2    | Daniel Ballard     |
| 2    | Denis Drăguș       |
| 2    | Dennis Man         |
| 2    | Dejan Kulusevski   |
| 2    | Sebastian Nanasi   |
| 1    | 51 giocatori       |

| Reti | Giocatore            |
| ---- | -------------------- |
| 2    | Liam Walker          |
| 2    | Nicola Nanni         |
| 1    | Ethan Britto         |
| 1    | James Scanlon        |
| 1    | Nicolas Hasler       |
| 1    | Ferhat Saglam        |
| 1    | Aron Sele            |
| 1    | Ryan Camenzuli       |
| 1    | Teddy Teuma          |
| 1    | Mihail Caimacov      |
| 1    | Maxim Cojocaru       |
| 1    | Artur Ioniță         |
| 1    | Ion Nicolăescu       |
| 1    | Virgiliu Postolachi  |
| 1    | Alessandro Golinucci |
| 1    | Lorenzo Lazzari      |
| 1    | Nicko Sensoli        |

| Reti | Giocatore          |
| ---- | ------------------ |
| 4    | Georges Mikautadze |
| 3    | Romelu Lukaku      |
| 3    | Vedat Muriqi       |
| 2    | Orri Óskarsson     |
| 1    | 33 giocatori       |

## Qualificazione agli spareggi per i mondiali 2026
Le quattro migliori vincitrici dei gironi della UEFA Nations League, in base alla classifica finale, che sono finite fuori dalle prime due del loro gruppo di qualificazione accedono agli spareggi e non saranno teste di serie nel sorteggio delle semifinali.
| \| UNL \| Rank \| Squadra \| Gruppo \| \| --- \| ---- \| ------------------ \| ------ \| \| A \| 1 \| Spagna \| E \| \| A \| 2 \| Germania \| A \| \| A \| 3 \| Portogallo \| F \| \| A \| 4 \| Francia \| D \| \| B \| 17 \| Inghilterra \| K \| \| B \| 18 \| Norvegia \| I \| \| B \| 19 \| Galles \| J \| \| B \| 20 \| Rep. Ceca \| L \| \| C \| 33 \| Romania \| H \| \| C \| 34 \| Svezia \| B \| \| C \| 35 \| Macedonia del Nord \| J \| \| C \| 36 \| Irlanda del Nord \| A \| \| D \| 49 \| Moldavia \| I \| \| D \| 50 \| San Marino \| H \| |      |                    |        |
| UNL | Rank | Squadra            | Gruppo |
| A | 1    | Spagna             | E      |
| A | 2    | Germania           | A      |
| A | 3    | Portogallo         | F      |
| A | 4    | Francia            | D      |
| B | 17   | Inghilterra        | K      |
| B | 18   | Norvegia           | I      |
| B | 19   | Galles             | J      |
| B | 20   | Rep. Ceca          | L      |
| C | 33   | Romania            | H      |
| C | 34   | Svezia             | B      |
| C | 35   | Macedonia del Nord | J      |
| C | 36   | Irlanda del Nord   | A      |
| D | 49   | Moldavia           | I      |
| D | 50   | San Marino         | H      |

Legenda:
      Qualificate alla fase finale
      Qualificate agli spareggi come seconde nel girone di qualificazione
      Qualificate agli spareggi tramite la UEFA Nations League
      Eliminate